# Équipe olympique des réfugiés aux Jeux olympiques d'été de 2020
L'équipe olympique des réfugiés participe pour la deuxième fois aux Jeux olympiques d'été de 2020 à Tokyo.

## Historique
Lors de sa réunion à Buenos Aires en octobre 2018, la session du CIO a décidé de créer l'équipe olympique des réfugiés (EOR) pour Tokyo 2020. Cette décision s'appuie sur l'héritage de l'équipe olympique des réfugiés du CIO à Rio et s'inscrit dans l'engagement du CIO à jouer son rôle pour faire face à la crise mondiale des réfugiés et pour transmettre le message de solidarité et d’espoir à des millions d’athlètes réfugiés dans le monde.
La session du CIO a chargé la Solidarité olympique d’établir les conditions de participation et de définir le processus d’identification et de sélection de l’équipe. Ces éléments seront réalisés en étroite collaboration avec les Comités Nationaux Olympiques, les Fédérations Internationales de Sport, le Comité d'organisation Tokyo 2020 et l'Agence des Nations Unies pour les réfugiés, HCR.
Le 20 juin 2019, le CIO a publié la liste des détenteurs de bourses d'études d'athlètes réfugiés qui souhaitent faire partie de l'équipe olympique des réfugiés du CIO. Cette annonce a été faite lors de la Journée mondiale des réfugiés, célébrée chaque année le 20 juin.
Les détenteurs de bourses d’athlètes réfugiés comprennent les 10 athlètes qui faisaient partie de la première équipe olympique des réfugiés présente à Rio, de nouveaux athlètes individuels et un groupe d’athlètes se préparant au Centre de formation des réfugiés Tegla Loroupe au Kenya. Tous sont assistés par la Solidarité olympique dans le cadre de son programme de soutien aux athlètes réfugiés. 
Le CIO sélectionne à partir d'une liste de ces 55 détenteurs de bourses les 29 athlètes participant aux Jeux.

## Athlètes engagés
La liste de 29 athlètes, provenant de 11 pays, est publiée le 8 juin.
| Athlète                       | Pays d'origine                   | CNO hôte          | Discipline    | Événement                       |
| ----------------------------- | -------------------------------- | ----------------- | ------------- | ------------------------------- |
| Abdullah Sediqi               | Afghanistan                      | Belgique          | Taekwondo     | - 68 kg                         |
| Ahmad Wais                    | Syrie                            | Suisse            | Cyclisme      | Route                           |
| Ahmad Alikaj                  | Syrie                            | Allemagne         | Judo          | Équipe mixte hommes             |
| Aker Al Obaidi                | Irak                             | Autriche          | Lutte         | Gréco-romaine - 67 kg           |
| Alaa Maso                     | Syrie                            | Géorgie           | Natation      | 50 m nage libre                 |
| Anjelina Nadai Lohalith       | Soudan du Sud                    | Kenya             | Athlétisme    | 1 500 m                         |
| Aram Mahmoud                  | Syrie                            | Pays-Bas          | Badminton     | Simple hommes                   |
| Cyrille Fagat Tchatchet II    | Cameroun                         | Grande-Bretagne   | Haltérophilie | - 96 kg                         |
| Dina Pouryounes Langeroudi    | Iran                             | Pays-Bas          | Taekwondo     | - 49 kg                         |
| Dorian Keletela               | République du Congo              | Portugal          | Athlétisme    | 100 m                           |
| Eldric Samuel Sella Rodriguez | Venezuela                        | Trinité-et-Tobago | Boxe          | - 75 kg                         |
| Hamoon Derafshipour           | Iran                             | Canada            | Karaté        | - 67 kg                         |
| Jamal Abdelmaji Eisa Mohammed | Soudan                           | Israël            | Athlétisme    | 10 000 m                        |
| James Chiengjiek Nyang        | Soudan du Sud                    | Kenya             | Athlétisme    | 400 m                           |
| Javad Mahjoub                 | Iran                             | Canada            | Judo          | Équipe mixte hommes             |
| Kimia Alizadeh                | Iran                             | Allemagne         | Taekwondo     | - 57 kg                         |
| Luna Solomon                  | Érythrée                         | Suisse            | Tir           | Carabine à 10 m                 |
| Masomah Ali Zada              | Afghanistan                      | France            | Cyclisme      | Route                           |
| Muna Dahouk                   | Syrie                            | Pays-Bas          | Judo          | Équipe mixte femmes             |
| Nigara Shaheen                | Afghanistan                      | Russie            | Judo          | Équipe mixte femmes             |
| Paulo Amotun Lokoro           | Soudan du Sud                    | Kenya             | Athlétisme    | 1 500 m                         |
| Popole Misenga                | République démocratique du Congo | Brésil            | Judo          | - 90 kg                         |
| Rose Lokonyen                 | Soudan du Sud                    | Kenya             | Athlétisme    | 800 m                           |
| Saeid Fazloula                | Iran                             | Allemagne         | Canoë-kayak   | C1 500 m                        |
| Sanda Aldass                  | Syrie                            | Pays-Bas          | Judo          | - 57 kg                         |
| Tachlowini Gabriyesos         | Érythrée                         | Israël            | Athlétisme    | Marathon                        |
| Wael Shueb                    | Syrie                            | Allemagne         | Karaté        | Kata                            |
| Wessam Salamana               | Syrie                            | Allemagne         | Boxe          | - 63 kg                         |
| Yusra Mardini                 | Syrie                            | Allemagne         | Natation      | 100 m papillon 100 m nage libre |

| Sport         | Hommes | Femmes | Total |
| ------------- | ------ | ------ | ----- |
| Athlétisme    | 5      | 2      | 7     |
| Badminton     | 1      | 0      | 1     |
| Boxe          | 2      | 0      | 2     |
| Canoë-kayak   | 1      | 0      | 1     |
| Cyclisme      | 1      | 1      | 2     |
| Haltérophilie | 1      | 0      | 1     |
| Judo          | 3      | 3      | 6     |
| Karaté        | 2      | 0      | 2     |
| Lutte         | 1      | 0      | 1     |
| Natation      | 1      | 1      | 2     |
| Taekwondo     | 1      | 2      | 3     |
| Tir           | 0      | 1      | 1     |
| Total         | 19     | 10     | 29    |

En cas de médaille d'or, à la place de l'hymne du pays d'origine du sportif vainqueur, c'est l'hymne olympique qui sera joué et le drapeau olympique qui sera brandi.

## Résultats

### Athlétisme
| Athlète                       | Épreuve           | Tour préliminaire | Tour préliminaire | 1er tour       | 1er tour    | Demi-finale | Demi-finale | Finale         | Finale   |
| Athlète                       | Épreuve           | Temps             | Rang              | Temps          | Rang        | Temps       | Rang        | Temps          | Rang     |
| ----------------------------- | ----------------- | ----------------- | ----------------- | -------------- | ----------- | ----------- | ----------- | -------------- | -------- |
| Dorian Keletela               | 100 m masculin    | 10 s 33           | 1re               | 10 s 41        | 8e          | Éliminé     | Éliminé     | Éliminé        | Éliminé  |
| James Nyang Chiengjiek        | 800 m masculin    | Non disputé       | Non disputé       | 2 min 2 s 4    | 8e          | Éliminé     | Éliminé     | Éliminé        | Éliminé  |
| Paulo Amotun Lokoro           | 1 500 m masculin  | Non disputé       | Non disputé       | 3 min 51 s 78  | 13e         | Éliminé     | Éliminé     | Éliminé        | Éliminé  |
| Jamal Abdelmaji Eisa Mohammed | 5 000 m masculin  | Non disputé       | Non disputé       | 13 min 42 s 98 | 13e         | Non disputé | Non disputé | Éliminé        | Éliminé  |
| Tachlowini Gabriyesos         | Marathon masculin | Non disputé       | Non disputé       | Non disputé    | Non disputé | Non disputé | Non disputé | 2 h 14 min 2 s | 16e      |
| Rose Lokonyen                 | 800 m féminin     | Non disputé       | Non disputé       | 2 min 11 s 87  | 8e          | Éliminée    | Éliminée    | Éliminée       | Éliminée |
| Anjelina Lohalith             | 1 500 m féminin   | Non disputé       | Non disputé       | 4 min 31 s 65  | 14e         | Éliminée    | Éliminée    | Éliminée       | Éliminée |

### Badminton
| Athlète      | Compétition   | Phase de groupes             | Phase de groupes         | Phase de groupes | 1/8e de finale   | Quarts de finale | Demi-finales     | Finale           | Finale  |
| Athlète      | Compétition   | Adversaire Score             | Adversaire Score         | Rang             | Adversaire Score | Adversaire Score | Adversaire Score | Adversaire Score | Rang    |
| ------------ | ------------- | ---------------------------- | ------------------------ | ---------------- | ---------------- | ---------------- | ---------------- | ---------------- | ------- |
| Aram Mahmoud | Simple hommes | Christie Défaite 8-21, 14-21 | Loh Défaite 15-21, 12-21 | 3e du gr. G      | Éliminé          | Éliminé          | Éliminé          | Éliminé          | Éliminé |

### Boxe
| Athlète         | Catégorie       | 1/16e de finale         | 1/8e de finale      | Quart de finale     | Demi-finale         | Finale              | Rang    |
| Athlète         | Catégorie       | Adversaire Résultat     | Adversaire Résultat | Adversaire Résultat | Adversaire Résultat | Adversaire Résultat | Rang    |
| --------------- | --------------- | ----------------------- | ------------------- | ------------------- | ------------------- | ------------------- | ------- |
| Wessam Salamana | Légers (-63 kg) | de Oliveira Défaite 0-5 | Éliminé             | Éliminé             | Éliminé             | Éliminé             | Éliminé |
| Eldric Sella    | Moyens (-75 kg) | Cedeño Défaite (AA)     | Éliminé             | Éliminé             | Éliminé             | Éliminé             | Éliminé |

### Canoë-kayak
| Athlète        | Compétition       | Série          | Série | Quarts de finale | Quarts de finale | Demi-finale | Demi-finale | Finale Finale B Finale C | Finale Finale B Finale C |
| Athlète        | Compétition       | Temps          | Rang  | Temps            | Rang             | Temps       | Rang        | Temps                    | Rang                     |
| -------------- | ----------------- | -------------- | ----- | ---------------- | ---------------- | ----------- | ----------- | ------------------------ | ------------------------ |
| Saeid Fazloula | K1 1 000 m hommes | 3 min 52 s 631 | 4e    | 3 min 52 s 614   | 4e               | Éliminé     | Éliminé     | Éliminé                  | Éliminé                  |

### Cyclisme sur route
| Athlète          | Compétition | Temps             | Rang |
| ---------------- | ----------- | ----------------- | ---- |
| Ahmad Wais       | Hommes      | 1 h 8 min 40 s 46 | 38e  |
| Masomah Ali Zada | Femmes      | 44 min 4 s 31     | 25e  |

### Haltérophilie
| Athlète                    | Compétition    | Arraché  | Arraché | Épaulé-jeté | Épaulé-jeté | Total  | Rang |
| Athlète                    | Compétition    | Résultat | Rang    | Résultat    | Rang        | Total  | Rang |
| -------------------------- | -------------- | -------- | ------- | ----------- | ----------- | ------ | ---- |
| Cyrille Fagat Tchatchet II | Moins de 96 kg | 155 kg   | 13e     | 195 kg      | 10e         | 350 kg | 10e  |

### Judo
| Athlète                                                                           | Compétition           | 1er tour                   | 2e tour                         | 3e tour               | Quart de finale       | Demi-finale         | Repêchage           | Finale / MB         | Rang     |
| Athlète                                                                           | Compétition           | Adversaire Résultat        | Adversaire Résultat             | Adversaire Résultat   | Adversaire Résultat   | Adversaire Résultat | Adversaire Résultat | Adversaire Résultat | Rang     |
| --------------------------------------------------------------------------------- | --------------------- | -------------------------- | ------------------------------- | --------------------- | --------------------- | ------------------- | ------------------- | ------------------- | -------- |
| Ahmad Alikaj                                                                      | Moins de 73 kg hommes | Makhmadbekov Défaite 00-10 | Éliminé                         | Éliminé               | Éliminé               | Éliminé             | Éliminé             | Éliminé             | Éliminé  |
| Popole Misenga                                                                    | Moins de 90 kg hommes | Exempté                    | Tóth Défaite 00-10              | Éliminé               | Éliminé               | Éliminé             | Éliminé             | Éliminé             | Éliminé  |
| Javad Mahjoub                                                                     | Plus de 100 kg hommes | Non disputé                | Frey Victoire 01-00             | Krpálek Défaite 00-11 | Éliminé               | Éliminé             | Éliminé             | Éliminé             | Éliminé  |
| Sanda Aldass                                                                      | Moins de 57 kg femmes | Non disputé                | Perišić Défaite 00-10           | Éliminé               | Éliminé               | Éliminé             | Éliminé             | Éliminé             | Éliminé  |
| Muna Dahouk                                                                       | Moins de 63 kg femmes | Non disputé                | del Toro Carvajal Défaite 00-10 | Éliminée              | Éliminée              | Éliminée            | Éliminée            | Éliminée            | Éliminée |
| Nigara Shaheen                                                                    | Moins de 70 kg femmes | Non disputé                | Portela Défaite 00-10           | Éliminée              | Éliminée              | Éliminée            | Éliminée            | Éliminée            | Éliminée |
| Sanda Aldass Ahmad Alikaj Muna Dahouk Javad Mahjoub Popole Misenga Nigara Shaheen | Par équipes           | Non disputé                | Non disputé                     | Non disputé           | Allemagne Défaite 0-4 | Éliminés            | Éliminés            | Éliminés            | Éliminés |

### Karaté
| Athlète             | Compétition           | Tour de qualification | Tour de qualification | Tour de qualification  | Tour de qualification | Tour de qualification | Demi-finale         | Finale              | Rang |
| Athlète             | Compétition           | Match 1               | Match 2               | Match 3                | Match 4               | Place                 | Demi-finale         | Finale              | Rang |
| Athlète             | Compétition           | Adversaire Résultat   | Adversaire Résultat   | Adversaire Résultat    | Adversaire Résultat   | Place                 | Adversaire Résultat | Adversaire Résultat | Rang |
| ------------------- | --------------------- | --------------------- | --------------------- | ---------------------- | --------------------- | --------------------- | ------------------- | ------------------- | ---- |
| Hamoon Derafshipour | Moins de 67 kg hommes | Da Costa Défaite 0-4  | Madera Victoire 9-3   | Al-Masatfa Défaite 0-3 | Kalniņš Victoire 5-3  | 3e                    | Éliminé             | Éliminé             | 5e   |

| Athlète    | Compétition | Tour de qualification | Tour de qualification | Tour de qualification | Tour de qualification | Phase de classement | Phase de classement | Finale / MB         | Rang    |
| Athlète    | Compétition | 1er kata              | 2e kata               | Moyenne kata          | Place                 | 3e kata             | Place               | Adversaire Résultat | Rang    |
| ---------- | ----------- | --------------------- | --------------------- | --------------------- | --------------------- | ------------------- | ------------------- | ------------------- | ------- |
| Wael Shueb | Kata hommes | 23,20                 | 23,40                 | 23,30                 | 6e                    | Éliminé             | Éliminé             | Éliminé             | Éliminé |

### Lutte
| Athlète        | Compétition | Huitième de finale  | Quart de finale     | Demi-finale         | Repêchage           | Finale 3e place Classement | Rang |
| Athlète        | Compétition | Adversaire Résultat | Adversaire Résultat | Adversaire Résultat | Adversaire Résultat | Adversaire Résultat        | Rang |
| -------------- | ----------- | ------------------- | ------------------- | ------------------- | ------------------- | -------------------------- | ---- |
| Aker Al Obaidi | 67 kg       | Nasr Victoire 8-0   | Zoidze Défaite 0-10 | Éliminé             | Éliminé             | Éliminé                    | 8e   |

### Natation
| Athlète       | Épreuve                  | Série        | Série | Demi-finale | Demi-finale | Finale   | Finale   |
| Athlète       | Épreuve                  | Temps        | Rang  | Temps       | Rang        | Temps    | Rang     |
| ------------- | ------------------------ | ------------ | ----- | ----------- | ----------- | -------- | -------- |
| Alaa Maso     | 50 m nage libre masculin | 23 s 30      | 44e   | Éliminé     | Éliminé     | Éliminé  | Éliminé  |
| Yusra Mardini | 100 m papillon féminin   | 1 min 6 s 78 | 33e   | Éliminée    | Éliminée    | Éliminée | Éliminée |

### Taekwondo
| Athlète                    | Compétition           | Tour de qualification | Huitièmes de finale  | Quarts de finale    | Demi-finale         | Repêchage           | Finale / MB         | Rang     |
| Athlète                    | Compétition           | Adversaire Résultat   | Adversaire Résultat  | Adversaire Résultat | Adversaire Résultat | Adversaire Résultat | Adversaire Résultat | Rang     |
| -------------------------- | --------------------- | --------------------- | -------------------- | ------------------- | ------------------- | ------------------- | ------------------- | -------- |
| Abdullah Sediqi            | Moins de 68 kg hommes | Exempté               | Zhao Défaite 20-22   | Éliminé             | Éliminé             | Éliminé             | Éliminé             | Éliminé  |
| Dina Pouryounes Langeroudi | Moins de 49 kg femmes | Exemptée              | Wu Défaite 3-26      | Éliminée            | Éliminée            | Éliminée            | Éliminée            | Éliminée |
| Kimia Alizadeh             | Moins de 57 kg femmes | Kiani Victoire 18-9   | Jones Victoire 16-12 | Zhou Victoire 9-8   | Minina Défaite 3-10 | -                   | İlgün Défaite 6-8   | 5e       |

### Tir
| Athlète      | Compétition                  | Qualification | Qualification | Finale   | Finale   |
| Athlète      | Compétition                  | Points        | Rang          | Points   | Rang     |
| ------------ | ---------------------------- | ------------- | ------------- | -------- | -------- |
| Luna Solomon | Carabine à air comprimé 10 m | 605,9         | 50e           | Éliminée | Éliminée |